# اولاد ابوغرارة
اولاد ابوغرارة منطقة سكنية في ليبيا تقع في جنزور غربي طرابلس بحوالي 20 كيلومتر عن مركز طرابلس وهي بلدة تشتهر بالمحال التجارية و تجارة الملابس .
يوجد بها مدرسة اليرموك للتعليم الاساسي جنزور وهي تعتبر احدي اكبر المؤسسات التعليمية في المنطقة وتم بناءها في بداية الثمانينات.
اولاد ابوغرارة في الوقت الحاليا تصنف كمطقة سكانية وحضاريةو قد انتشر فيه العمران الحديث، وتقع في التقسيم الإداري ضمن طرابلس الكبرى جنزور الوسط (اولاد ابوغرارة)، ويحدها جنوباُ مقبرة الزغواني والرشاح ومن الغرب يحدها التناتشة واولاد بن حمد ومن جهة الشرق يحدها منطقةالجعافرة وشمالا يحدها منطقة الخوالدية

## السكان
عدد السكان يقارب 21 ألف نسمة.